# Масовець Вадим Вікторович
Вадим Вікторович Масовець — лейтенант 80-ї окремої аеромобільної бригади Збройних сил України, учасник російсько-української війни.
Брав участь у звільненні Слов'янська, Миколаївки, Красного лиману, Щастя.
Отримав бойові поранення.

## Нагороди та вшанування
8 серпня 2014 року — за особисту мужність і героїзм, виявлені у захисті державного суверенітету та територіальної цілісності України, вірність військовій присязі під час російсько-української війни, лейтенант Масовець відзначений — нагороджений орденом «За мужність» III ступеня.